# 松下光綱
松下 光綱（まつした みつつな、生没年不詳）は、戦国時代の武将。通称小源太、内膳 。

## 略歴
父は今川家に仕えた松下連綱。徳川家康に仕え、伊賀越えにも同行した 。後に松下重綱の領地である遠江国久野藩に籠居した 。